# Grazie dei fiori
Grazie dei fiori è un brano musicale di Nilla Pizzi, scritto da Mario Panzeri e Gian Carlo Testoni su musica di Saverio Seracini, vincitore del Festival di Sanremo 1951.
Il 31 gennaio del 1951, nel salone delle feste del casinò di Sanremo, presentatore ufficiale Nunzio Filogamo, si concludeva la prima edizione del neonato Festival di Sanremo. La serata finale vide la partecipazione di soli tre cantanti: Nilla Pizzi, il Duo Fasano e Achille Togliani. Nilla Pizzi conquistò anche il secondo posto, in coppia con Achille Togliani, con il brano musicale La luna si veste d’argento.

## Storia
In un primo momento gli autori, Mario Panzeri e Gian Carlo Testoni, e il musicista Saverio Seracini, non erano riusciti a trovare una casa editrice interessata ad acquisire il brano e, quando uscì il bando di Sanremo, lo mandarono alla commissione che accettò il brano e ne affidò l'esecuzione a Nilla Pizzi. L'arrangiamento a tempo di beguine ("beguine serenata" precisa lo spartito originale) e un triplice cambio di ritmo ne fanno un brano interessante, sicuramente al di sopra degli standard dell'epoca.